# Надеждинская (станция)
Наде́ждинская — железнодорожная станция Владивостокского отделения Дальневосточной железной дороги на линии Уссурийск — Владивосток. Расположена в селе Вольно-Надеждинское Приморского края.
От станции отходит однопутная неэлектрифицированная ветка до Тавричанки (пассажирское движение отсутствует).
Станция осуществляет приём и выдачу грузов повагонными отправками.

На станции останавливаются все электропоезда. Пассажирские поезда в большинстве проходят станцию без остановки.